# فرقه‌های نظامی (جامعه رهبانی)

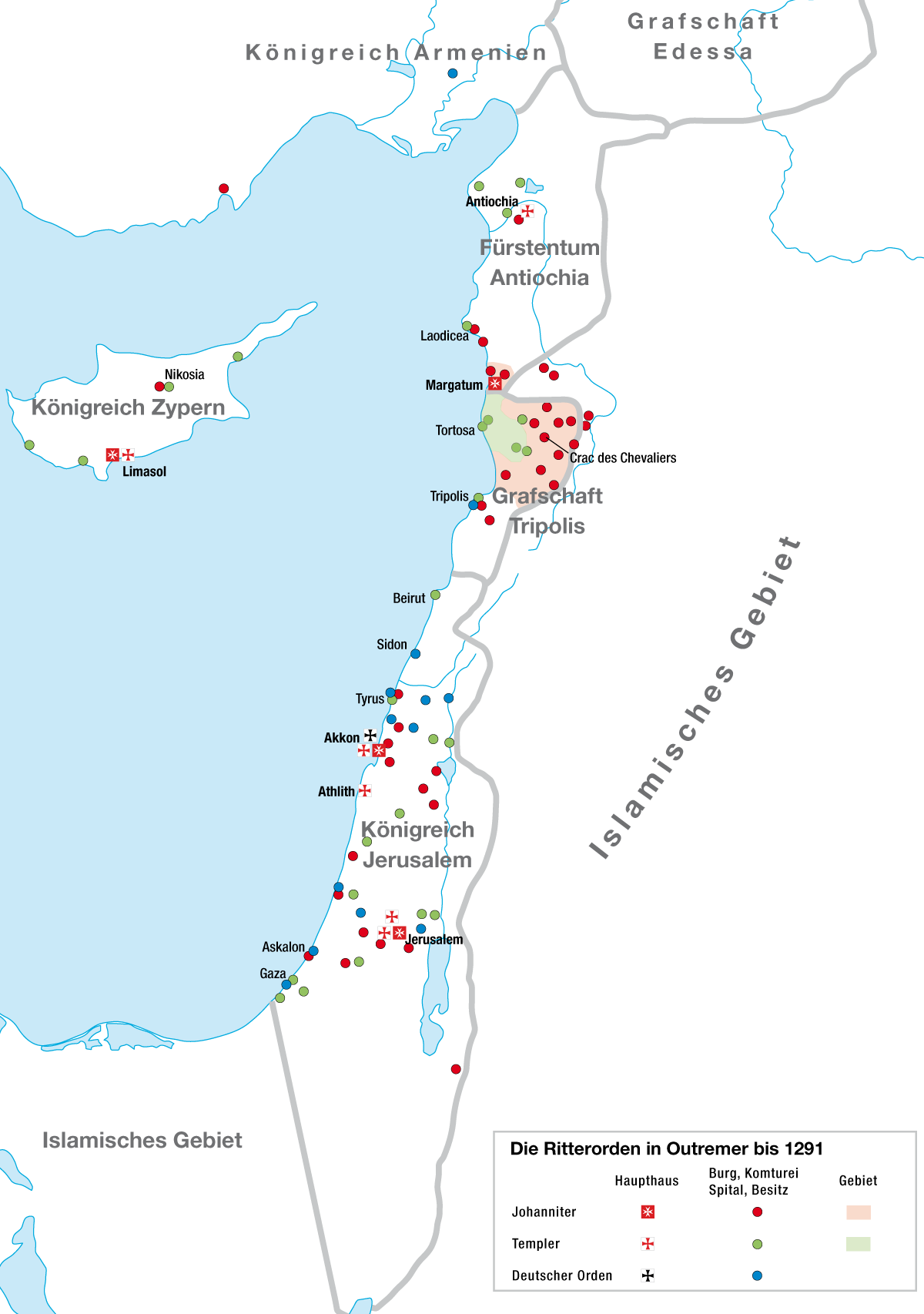
مقر و مراکز فرقه‌های نظامی در سرزمین مقدس

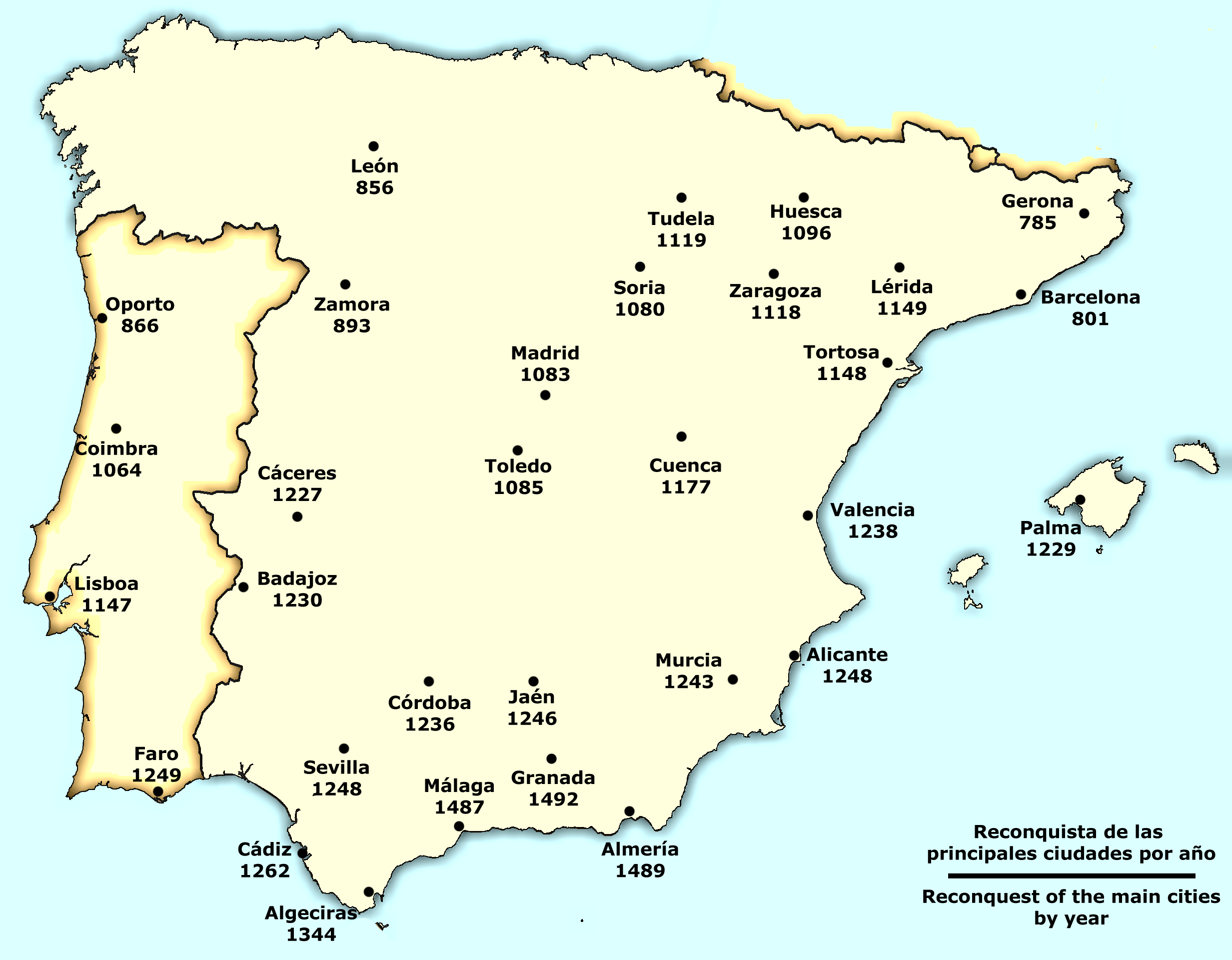
مقر و مراکز فرقه‌های نظامی در اسپانیا

فرقه‌های نظامی (لاتین: Militaris ordinis)، به فرقه‌های سلحشوری که کارکرد نظامی یافتند و در جریان قرون وسطی و جنگ‌های صلیبی به وجود آمدند و این فرقه که در ابتدا صرفاً وظیفه حفاظت از زائران را داشتند، اما به مرور تبدیل به نیروهای اصلی پادشاهی‌های صلیبی شدند. از مشهورترین این فرقه‌ها می‌توان به فرقه شوالیه‌های معبد و شوالیه‌های هوسپیتالر اشاره کرد. با این حال این فرقه صرفاً به سرزمین مقدس معطوف نشدند و پس از گذشت یک قرن به اروپا منتقل شدند. از جمله این فرقه‌ها که در اروپا شکل گرفت، فرقه سنتیاگو اشاره کرد که در اسپانیا جهت بیرون راندن مسلمانان شکل گرفت.

## تاریخ
با فتح اورشلیم و دیگر مناطق در فلسطین توسط صلیبیون طی جنگ صلیبی اول، نیروهای نظامی موجود برای دفاع از دولت تشکیل شده اورشلیم و انطاکیه، ذست به ایجاد نهادی زدند که به فرقه‌های مذهبی-نظامی معروف شد. این فرقه‌ها که محصول تب و تاب مذهبی و ملازم جنگ صلیبی بودند، دو رکن اصلی اروپای قرون وسطا یعنی رهبانیت و سلحشوری را در یک شخص واحد ترکیب کردند. دو فرقه برای دفاع از دولت‌های لاتینی در فلسطین سر برآوردند؛ ابتدا فرقه شوالیه‌های معبد که به دست گروهی از شوالیه‌های فرانسوی تشکیل شد. این گروه سوگند یاد کردند تا به عنوان محافظ، به زوار اورشلیم خدمت کنند. این گروه در در خانه‌ای در نزدیکی معبد سلیمان اقامت گزیدند و در سال ۱۱۲۸ میلادی توسط پاپ به عنوان فرقه رهبانی به رسمیت شناخته شدند.
فرقه دیگر به نام شوالیه‌های هوسپیتالرز یا مهمان‌نواز بودند که به تأسیس مریض‌خانه‌ای برای مداوای زائران بیمار در سرزمین مقدس، نخستین گام خود را برداشتند. به مرور این فرقه تبدیل به یک فرقه نظامی شد و سرانجام همانند شوالیه‌های معبد به رسمیت شناخته شدند و شاهان اورشلیم، زمین و املاکی به آن‌ها اختصاص دادند.
آرمان‌های این دو فرقه به مرور از شرق رهسپار غرب و اروپا شد و در آن‌جا منتشر یافتو این انتشار سبب شد تا دیگر فرقه‌های مذهبی-نظامی در اروپا شکل بگیرند تا علاوه بر مسلمانان، اقدام به بیرون راندن کفار مسیحی در اروپا کنند. از جمله این فرقه‌ها می‌توان به فرقه توتونیک در آلمان که در شرق سواحل بالتیک، اقدام به بیرون راندن بت‌پرستان آن‌جا کرد و دیگر فرقه سنتیاگو که در اسپانیا برای بیرون راندن مسلمانان و یهودیان تلاش می‌کرد.

## فهرست فرقه‌های نظامی

### بین‌المللی
| نشان | نام                                              | تأسیس          | مؤسس                       | مرکز و مقر اصلی          | به رسمیت شناختن                                                   | محافظ                                                                                    | فروپاشی                       | نکته |
| ---- | ------------------------------------------------ | -------------- | -------------------------- | ------------------------ | ----------------------------------------------------------------- | ---------------------------------------------------------------------------------------- | ----------------------------- | --- |
|      | شوالیه‌های هوسپیتالر (فرقه نظامی فرمانروایی مالت) | ۱۰۹۹ ۱۱۱۳      | جرارد مقدس                 | اورشلیم، پادشاهی اورشلیم | در ۱۱۱۳ به وسیله پاسکال دوم                                       | رهبر (۱۱۱۳-)، شاهزاده (۱۶۰۷-)، کاردینال (۱۶۳۰-)                                          |                               | امروز به عنوان فرقه نظامی فرمانروایی مالت شناخته می‌شوند. این فرقه رسماً هنوز به عنوان یک فرقه کاتولیک باقی مانده‌است با این تفاوت که اعضای آن را فراماسون‌ها، پروتستان‌ها و اتحادیه فرقه‌های سنت جان اورشلیم تشکیل می‌دهد |
|      | فرقه مزار مقدس اورشلیم                           | ۱۰۹۹ ۱۱۱۳ ۱۱۲۲ | گادفری بوین                | اورشلیم، پادشاهی اورشلیم | در سال ۱۱۱۳ به وسیله پاسکال دوم در سال ۱۱۲۲ به وسیله کالیکتوس دوم | پادشاهی اورشلیم تا ۱۲۹۱، حفاظت از سرزمین مقدس: ۱۲۳۰–۱۴۸۹، پاپ: ۱۴۸۹-                     |                               | به زائران برجسته و مشهور اعطا می‌شد. به عنوان مقدس و فرقه مزار مقدس اورشلیم در ۱۴۹۶ به وسیله الکساندر ششم شناخته شد؛ و در سال ۱۸۴۷ توسط پیوس نهم، مجداً سازماندهی شد. |
|      | شوالیه‌های معبد (فرقه اعظم مسیح) (فرقه مسیح)      | ۱۱۱۸           | برنارد کلروو، هوگو دی پینز | اورشلیم، پادشاهی اورشلیم | در ۱۱۲۹ به وسیله هونوریوس دوم تا ۱۳۱۲ به وسیله کلمنت پنجم         | پاپ: ۱۱۲۹–۱۳۱۲                                                                           | ۱۳۱۲                          | در ۲۲ مارس ۱۳۱۲، پس از انحلال این فرقه در سرزمین مقدس، این فرقه در پرتغال مجدداً سازماندهی و تشکیل شد. دنیس پرتغال این فرقه را با عنوان فرقه مسیح در پرتغال تشکیل داد تا از آن‌ها در سراسر اروپا استفاده کند. و پس از تشکیل این فرقه در پرتغال، پاپ اجازه فعالیت را به این فرقه و شاخه‌هایش داد که این فرقه تاکنون در این کشور باقی مانده‌است. |
|      | فرقه سنت لوزارس (فرقه سنت موریس و لوزارس)        | ۱۱۱۸           |                            | اورشلیم، پادشاهی اورشلیم | ۱۲۵۵ به وسیله الکساندر چهارم تا ۱۴۸۹ به وسیله اینوسنت هشتم        | شاه فولک اورشلیم: ۱۱۴۲ پاپ: ۱۲۵۵–۱۵۷۲ خاندان ساوی: ۱۵۷۲- خاندان فرانسه: ۱۶۰۹–۱۸۳۰، ۲۰۰۴- | ۱۴۸۹، ۱۵۷۲، ۱۶۰۹، ۱۸۳۰ (۱۸۵۶) | شاخه ایتالیایی آن در سال ۱۵۷۲ با فرقه سنت موریس ادغام شد تا فرقه شوالیه‌های سنت موریس و لوزارس شکل گیرد که رهبری آن در دست خاندان ساوی بود. در سال ۱۶۰۹، هنری چهارم فرانسه این فرقه را با فرقه ملی فرانسه ادغام کرد تا از خاندان سلطنتی محافظت کنند.                                                                                        |

### ملی
| نشان | نام                                                 | تأسیس                          | مؤسس                          | مرکز و مقر اصلی                           | به رسمیت شناختن                                      | محافظ                                    | فروپاشی                           | نکته                                                                                              |
| ---- | --------------------------------------------------- | ------------------------------ | ----------------------------- | ----------------------------------------- | ---------------------------------------------------- | ---------------------------------------- | --------------------------------- | ------------------------------------------------------------------------------------------------- |
|      | فرقه سنت جیمز التوپاسیو                             | ۱۰۷۵ (۱۰۸۴)                    | ماتیلدا توسکانی               | التوپاسیو، توسکانی، امپراتوری مقدس روم    | ۱۲۳۹–۱۴۵۹، ولی در اسناد مرتبط با اینوسنت سوم ذکر شده | فریدریش دوم، امپراتور مقدس روم           | ۱۴۵۹، ۱۵۸۷، ۱۶۷۲                  | بعد از مدتی با فرقه سنت استفان ادغام شدند.                                                        |
|      | فرقه آویز                                           | ۱۱۴۶ (۱۱۲۸)                    |                               | آویز، پرتغال                              |                                                      | ترزا، کنتس پرتغال خاندان آویز: ۱۳۸۵–۱۵۸۰ | ۱۷۸۹                              | در سال ۱۷۸۹ سکولار شد.                                                                            |
|      | فرقه سنت میشل وینگ                                  | ۱۱۴۷ (۱۱۷۱) (۱۸۲۸/ ۱۸۴۸/ ۱۹۸۶) | آفونسو یکم پرتغال             | سانتاری                                   | در سال ۱۱۷۱ به وسیله الکساندر سوم                    | خاندان براگانزا: ۲۰۰۱-                   | ۱۷۳۲                              | در سال ۱۷۳۲ متلاشی شد، ولی در سال ۱۸۲۹ توسط میگوئل یکم پرتغال سازماندهی مجدد شد.                  |
|      | فرقه کلاتراوا                                       | ۱۱۵۸                           | ریموند فیترو                  | کلاتراوا لا ویخا، پادشاهی کاستیل، اسپانیا | در ۱۱۶۴ به وسیله الکساندر سوم                        | خاندان بوربون                            | ۱۸۳۸                              |                                                                                                   |
|      | فرقه روح مقدس                                       | ۱۱۶۱                           | گی مونته‌پلیر                  | پروانس، فرانسه                            | ۱۱۶۱–ژوئن ۱۶، ۱۲۱۶ به وسیله اینوسنت سوم، رم          |                                          | ۱۶۹۲/ ۱۷۰۰/ قرن بیستم             | در سال ۱۶۹۲ توسط لوئی چهارم با فرقه خود ادغام شد                                                  |
|      | فرقه اورباک                                         | ۱۱۶۲                           |                               | اورباک، فرانسه                            |                                                      |                                          | قرن ۱۸                            | طی انقلاب فرانسه در ۱۷۸۹ نابود و محو شد.                                                          |
|      | فرقه سنتیاگو                                        | ۱۱۷۰                           |                               | لئون یا یوکلس در کاستیا-لامانچا، اسپانیا  | به وسیله الکساندر سوم                                | خاندان بوربون                            |                                   |                                                                                                   |
|      | فرقه آلکانترا                                       | ۱۱۷۷                           |                               | الکانتارا، اکسترمادورا، اسپانیا           |                                                      |                                          |                                   |                                                                                                   |
|      | فرقه مونت‌جوی                                        | ۱۱۸۰                           |                               | سرزمین مقدس                               |                                                      |                                          | ۱۲۲۱                              | ادغام شد به فرقه آلکانترا.                                                                        |
|      | شوالیه‌های تتونیک                                    | ۱۱۹۰                           |                               | عکا، اسرائیل                              |                                                      |                                          |                                   | از ۱۹۲۹ تبدیل به یک رقه صرفاً مذهبی شد.                                                            |
|      | شوالیه‌های سنت توماس                                 | ۱۱۹۱                           |                               |                                           |                                                      |                                          | ۱۵۳۸                              |                                                                                                   |
|      | فرقه مونفراگوئه                                     | ۱۱۹۶                           |                               |                                           |                                                      |                                          | ۱۲۲۱                              | ادغام شد به فرقه آلکانترا.                                                                        |
|      | فرقه سنت جوردی دلفالما                              | ۱۲۰۱                           |                               |                                           |                                                      |                                          | قرن ۱۵                            | در اوایل قرن ۱۵ ادغام شد به فرقه مونتسا.                                                          |
|      | برادران لیوونی شمشیر                                | ۱۲۰۲                           |                               |                                           |                                                      |                                          | ۱۲۳۶                              | ادغام شد به شوالیه‌های تتونیک                                                                      |
|      | فرقه دوبزین                                         | ۱۲۱۶                           |                               | دوبزین، لهستان                            |                                                      |                                          | ۱۲۴۰                              | در تعداد اندک؛ حداکثر ۳۵ شوالیه. سپس به فرقه و شوالیه‌های تتونیک پیوستند.                          |
|      | مجاهدین ایمان مسیح                                  | ۱۲۲۱                           |                               |                                           |                                                      |                                          | ۱۲۸۵                              | ادغام شد به سومین فرقه دومنیک                                                                     |
|      | فرقه نظامی مونریال                                  | ۱۲۳۱                           | آلفونسو جنگنده                | منرئال دل کامپو، آراگون                   |                                                      |                                          | ۱۱۴۳ ۱۱۵۰                         |                                                                                                   |
|      | فرقه ایمان و صلح                                    | ۱۲۳۱                           |                               |                                           |                                                      |                                          | ۱۲۷۳                              |                                                                                                   |
|      | شوالیه‌های صلیب همراه با ستاره سرخ                   | ۱۲۳۳                           | آگنس بوهمی                    | بوهم                                      | ۱۲۳۷ به وسیله گریگوری چهارم                          |                                          |                                   | هنوز در بوهم وجود دارند..                                                                         |
|      | مجاهدین عیسی مسیح                                   | ۱۲۳۳                           | Bartolomeo da Vicenza         | پارما                                     | ۲۲ دسامبر ۱۲۳۴ به وسیله گریگوری چهارم.               |                                          | ۱۲۵۰                              | در قرن ۱۳ ناپدید شد.                                                                              |
|      | فرقه مری باکره                                      | ۱۲۶۱                           | لودرینگو د آندلو              | بلونیا                                    | ۲۳ دسامبر۱۲۶۱ به وسیله اوربان چهارم                  |                                          | ۱۵۵۶                              |                                                                                                   |
|      | فرقه سنت مری اسپانیا                                | ۱۲۷۰                           |                               |                                           |                                                      |                                          | ۱۲۸۰                              | ادغام شد به فرقه سنتیاگو                                                                          |
|      | فرقه مونتسا                                         | ۱۳۱۷                           |                               |                                           |                                                      |                                          |                                   |                                                                                                   |
|      | فرقه شوالیه‌های اربابمان، عیسی مسیح (شوالیه‌های معبد) | ۱۳۱۷ ۱۹۱۷                      |                               | پرتغال                                    |                                                      |                                          | ۱۷۸۹ ۱۹۱۰                         | ۱۷۸۹.                                                                                             |
|      | فرقه دراگون                                         | ۱۴۰۸                           | زیگیزموند، امپراتور مقدس روم  | مجارستان                                  |                                                      |                                          | ۱۴۷۵                              | در اواخر قرن ۱۵ ناپدید شد.                                                                        |
|      | فرقه سنت موریس                                      | ۱۴۳۴                           | آمادیوس هشتم، دوک ساوی        | شاتو د ریپای، تونون لی بان، ساوی (منطقه)  |                                                      |                                          | ۱۵۷۲                              | ادغام شد به فرقه سنت لوزارس.                                                                      |
|      | فرقه برج و شمشیر                                    | ۱۴۵۹                           | شاه آفونسو پنجم پرتغال        | پرتغال                                    |                                                      |                                          |                                   |                                                                                                   |
|      | فرقه بانو بیت‌لحم                                    | ۱۴۵۹                           | پیوس دوم                      | لیمنوس، امپراتوری بیزانس                  | ۱۸ ژانویه ۱۴۵۹ به وسیله پیوس دوم                     |                                          | ۱۴۶۰                              | پس از سقوط قسطنطنیه توسط ترکان، به دستور پاپ تشکیل شد تا از روند نفوذ ترکان به اروپا جلوگیری کند. |
|      | فرقه سنت جورج کرنتن                                 | ۱۴۶۹                           | فردریش سوم، امپراتور مقدس روم |                                           | در ۱۴۶۹ به وسیله پل دوم                              |                                          | منسوخ شد در ۲۶ ژولای ۱۵۹۸ (۱۷۳۲?) |                                                                                                   |
|      | دومین فرقه نظامی کنستانتینی سنت جورج                | ۱۵۲۲–۱۵۴۵ (۱۵۲۰?)(۱۵۵۰?)       | خاندان آنجلی کومننی           |                                           | هدایت می‌شد در ۱۵۵۰ به وسیله ژولیوس سوم               |                                          |                                   |                                                                                                   |
|      | فرقه سنت استفان                                     | ۱۵ مارس ۱۵۶۱                   | کوزیمو د مدیچی اول            | توسکانی                                   | ۱ اکتبر ۱۵۶۱ به وسیله پیوس چهارم                     |                                          |                                   | به عنوان نظام سنت بندیکت در سال ۱۳۲۰ تا ۱۵۴۵ تأسیس شد.                                            |